# Gitoyuba
Gitoyuba är en ort i Mexiko.   Den ligger i kommunen Santiago Nuyoó och delstaten Oaxaca, i den sydöstra delen av landet, 300 km sydost om huvudstaden Mexico City. Gitoyuba ligger 1 192 meter över havet och antalet invånare är 103.
Terrängen runt Gitoyuba är bergig västerut, men österut är den kuperad. Gitoyuba ligger nere i en dal. Runt Gitoyuba är det ganska tätbefolkat, med 72 invånare per kvadratkilometer. Närmaste större samhälle är Putla Villa de Guerrero, 19,8 km väster om Gitoyuba. Trakten runt Gitoyuba består i huvudsak av gräsmarker.